# Кумыки в Турции
Кумыки в Турции (тур. Türkiye'deki Kumuklar) — национальное меньшинство, проживающее в Турции.

## История
Имеющиеся отрывочные сведения позволяют утверждать, что кумыки на территории Османской империи стали оседать уже в конце XV — начале XVI века и особенно в период нахождения Тарковского шамхальства в составе Османской империи (1578—1590 года). На османских картах тех лет, по данным профессора Ф. Кырзыоглу, отражены семь кумыкских этнотопонимов в Восточной Анатолии. Аналогичные этнотопонимы имелись в тот период и на территории современных Грузии и Крыма.
Есть сведения и о том, что в войсках Фатих Султана, вступивших в Константинополь в 1453 году, находился и 80-тысячный кумыкский контингент из Коюнкала (кумыкский город на месте нынешнего Бавтугая). Не исключено, что именно тогда и с ними вместе в тех краях оказался кадиаскер кумыкского войска Исмаил, впоследствии известный всему мусульманскому Востоку суфийский поэт-философ Умму Камал.
Некоторые сведения имеются по XVII веку. Как указывает Якоб Рейнеггс, в 1784 году в декабре с 200 человек своего народа, из доброй воли к нему приставших, отправился в Ахалцих и вступил в службу турецкого паши Сулеймана Ахмет-Хан Мехтулинский, где ему было присвоено звание мирмирана — генерала османской армии. Как свидетельствует родословная шамхалов Тарковских, в 1782 году переселился в Османскую империю и князь Баммат, а в начале XIX века — братья Герей-бека Тарковского.
Процесс же оседания северо-кавказских тюрков, в том числе и кумыков, в Османской империи усилился с началом русской экспансии на Кавказе.
В 1810 году переселяются в Османскую империю в район Амасьи карапапахи из Ширвана и Дагестана, названные местными турками «ширванцами» в виду того, что они прибыли на эти земли вместе с «учителем суфиев» Шейхом Исмаилом Сиражутдином Эфенди Ширванским. Сын Шейха Исмаила Сиражутдина Эфенди Мехмет Рушти Паша в период правления султана Абдул-Азиза (1820—1839) был его министром, а впоследствии и садразамом.
Массовые миграции кумыков, как и других народов Северного Кавказа, в Османскую империю начинаются в ходе Крымской и Кавказской войн, особенно же усиливаются после окончания войны, в период 1863-1864 годов.

## Численность и расселение
По данным Кырзыоглу, сегодня в Турции, в большинстве своём в Карсской области (в 140 населённых пунктах) и в меньшем количестве в областях Агры, Муш, Эрзерум, Сивас, Токат и Амасья проживают более 100 тысяч человек тюрко-кавказского происхождения. Свыше 15% населения Амасьи и насёленных пунктов Богазкёй, Алакады, Алабедир, Харманаглы, Айранджы, Кюпели, Кыранбашалан, Абаджы, Варай-Йеникёй, Тузсуз, Алибек-Та-кымы имеют своим происхождением суннитов казаков и борчалинцев — племена хазаро-кумыкского происхождения.
Во всеобщих переписях, проводимых в Турции периодически, ввиду принадлежности кумыков к тюркам, их численность отдельно не учитывается, что затрудняет их подсчёт. Специальных же исследований, посвящённых кумыкам Турции, единицы. В них сколько-нибудь систематизированной цифровой информации не содержится. В одном исследовании, проведённом в 1973-75 годах среди сельского населения 39 областей страны, отмечено 1703 человека. П.А. Эндрюс приводит статистические данные 1960-х годов, согласно которым кумыков насчитывается 3385 человек. По оценочным же данным самих кумыков, их сегодня насчитывается более 10 тысяч.
Кумыки в настоящее время отдельными компактными группами в основном проживают в 6 областях Турции (Анкара, Измир, Токат, Сивас, Бурса, Стамбул, Чанаккале). Кроме того, их можно встретить в Адапазары (один квартал), Дюздже (I квартал) и малыми группами в городах Измит, Кырыккале, Трабзон, Эскишехир.

## Социально-культурный статус
По данным Мурада Ипека, почти 100% кумыков здесь имеют начальное образование, более половины из них — среднее, значительный слой имеет высшее образование. Последние по причине профессиональной занятости в основном ныне проживают в городах. В различных университетских центрах наукой и преподавательской деятельностью занимается более десятка докторов наук, профессоров, получивших образование или стажировавшихся в ведущих научных центрах Франции, Германии, Великобритании и США. В последние 20—30 лет из среды кумыков выдвинулись и преуспевающие предприниматели. Широко известны в Турции имена учёных, профессоров, историка Ф. Кырзыоглу, Я. Айдемира, ныне работающего в Калифорнийском университете США, К. Акая, профессора Сельджукского университета в Конье, ныне покойного выдающегося турецкого онколога И. Кантемира, прославились на ниве экономики и управления братья Фехми и Нажмутдин Арар, первый из них (ныне покойный) учился в США вместе с Тургутом Озалом, ныне покойным бывшим президентом Турции.
Во времена становления Турецкой Республики некоторые кумыки оказывало помощь Ататюрку. Среди его сподвижников кумыкское происхождение имели Ахмед Саиб Каплан, Баха Саид Бей и Орхан Шамхал. Все они принимали участие в формирование современного турецкого языка. Как известно, в 1934 году было принято решение о включении в турецкий язык вместо иноязычных (в основном фарсизмов и арабизмов) тысячи слов исконно тюркской лексики. В том числе 600-800 слов из кумыкского, карачаево-балкарского, караимского, крымскотатарского языков было включено в академический словарь турецкого языка, что сблизил турецкий язык с кумыкским.

## Известные представители
- Орхан Тарковский — турецкий профессор языкознания[4]
- Хадисе Ачыкгёз — турецкая певица